# Élections législatives de 1876 dans la Drôme
Les élections législatives de 1876 ont eu lieu les 20 février et 5 mars 1876

## Résultats à l'échelle du département
| Partis         | Partis                            | Premier tour | Premier tour | Deuxième tour | Deuxième tour | Sièges |
| Partis         | Partis                            | Voix         | %            | Voix          | %             | Sièges |
| -------------- | --------------------------------- | ------------ | ------------ | ------------- | ------------- | ------ |
|                | Gauche républicaine, Républicains | 14 127       | 19,19        | 3 873         | 43,18         | 1      |
|                | Centre gauche                     | 13 295       | 18,06        |               |               | 1      |
|                | Extrême gauche                    | 12 794       | 17,38        | 1             |               |        |
|                | Constitutionnel                   | 12 484       | 16,96        | 0             |               |        |
|                | Union républicaine                | 11 005       | 14,95        | 1             |               |        |
|                | Bonapartistes                     | 9 348        | 12,70        | 5 097         | 56,82         | 1      |
|                | Légitimistes, Monarchistes        | 575          | 0,78         |               |               | 0      |
|                |                                   |              |              |               |               |        |
| Inscrits       | Inscrits                          | 96 386       | 100,00       | 10 536        | 100,00        | 5      |
| Votants        | Votants                           |              |              | 9 020         | 85,61         |        |
| Abstentions    | Abstentions                       |              |              | 1 516         | 14,39         |        |
| Blancs et nuls | Blancs et nuls                    |              |              | 50            | 0,55          |        |
| Exprimés       | Exprimés                          | 73 628       |              | 8 970         | 99,45         |        |

## Résultats par arrondissement

### Arrondissement de Die
| Candidats      | Candidats          | Étiquette          | Premier tour | Premier tour |
| Candidats      | Candidats          | Étiquette          | Voix         | %            |
| -------------- | ------------------ | ------------------ | ------------ | ------------ |
|                | Antoine Chevandier | Union républicaine | 11 005       | 67,10        |
|                | de Courcelles      | Constitutionnel    | 5 395        | 32,90        |
|                |                    |                    |              |              |
| Inscrits       | Inscrits           | Inscrits           | 19 451       | 100,00       |
| Votants        | Votants            | Votants            | 16 446       | 84,55        |
| Abstention     | Abstention         | Abstention         | 3 005        | 15,45        |
| Blancs et nuls | Blancs et nuls     | Blancs et nuls     | 46           | 0,28         |
| Exprimés       | Exprimés           | Exprimés           | 16 400       | 99,72        |

### Arrondissement de Montélimar
| Candidats      | Candidats      | Étiquette      | Premier tour | Premier tour |
| Candidats      | Candidats      | Étiquette      | Voix         | %            |
| -------------- | -------------- | -------------- | ------------ | ------------ |
|                | Émile Loubet   | Centre gauche  | 13 295       | 100,00       |
|                |                |                |              |              |
| Inscrits       | Inscrits       | Inscrits       | 21 413       | 100,00       |
| Votants        | Votants        | Votants        | 14 336       | 66,95        |
| Abstention     | Abstention     | Abstention     | 7 077        | 33,05        |
| Blancs et nuls | Blancs et nuls | Blancs et nuls | 1 041        | 7,26         |
| Exprimés       | Exprimés       | Exprimés       | 13 295       | 92,74        |

### Arrondissement de Nyons
| Candidats      | Candidats                         | Étiquette       | Premier tour | Premier tour | Deuxième tour | Deuxième tour |
| Candidats      | Candidats                         | Étiquette       | Voix         | %            | Voix          | %             |
| -------------- | --------------------------------- | --------------- | ------------ | ------------ | ------------- | ------------- |
|                | Bertrand                          | Républicain     | 3 760        | 40,80        | 3 873         | 43,18         |
|                | Arthur Harouard de Suarez d'Aulan | Bonapartiste    | 2 851        | 30,94        | 5 097         | 56,82         |
|                | Morin                             | Constitutionnel | 2 604        | 28,26        |               |               |
|                |                                   |                 |              |              |               |               |
| Inscrits       | Inscrits                          | Inscrits        | 10 536       | 100,00       | 10 536        | 100,00        |
| Votants        | Votants                           | Votants         |              |              | 9 020         | 85,61         |
| Abstention     | Abstention                        | Abstention      |              |              | 1 516         | 14,39         |
| Blancs et nuls | Blancs et nuls                    | Blancs et nuls  |              |              | 50            | 0,55          |
| Exprimés       | Exprimés                          | Exprimés        | 9 215        |              | 8 970         | 99,45         |

### Arrondissement de Valence

#### 1recirconscription
| Candidats      | Candidats              | Étiquette       | Premier tour | Premier tour |
| Candidats      | Candidats              | Étiquette       | Voix         | %            |
| -------------- | ---------------------- | --------------- | ------------ | ------------ |
|                | Noël Madier de Montjau | Extrême gauche  | 12 794       | 74,04        |
|                | Victor Dugas           | Constitutionnel | 4 485        | 25,96        |
|                |                        |                 |              |              |
| Inscrits       | Inscrits               | Inscrits        | 23 211       | 100,00       |
| Votants        | Votants                | Votants         | 17 415       | 75,03        |
| Abstention     | Abstention             | Abstention      | 5 796        | 24,97        |
| Blancs et nuls | Blancs et nuls         | Blancs et nuls  | 136          | 0,78         |
| Exprimés       | Exprimés               | Exprimés        | 17 279       | 99,22        |

#### 2ecirconscription
| Candidats      | Candidats              | Étiquette           | Premier tour | Premier tour |
| Candidats      | Candidats              | Étiquette           | Voix         | %            |
| -------------- | ---------------------- | ------------------- | ------------ | ------------ |
|                | Eugène Servan          | Gauche républicaine | 10 367       | 59,45        |
|                | Monier de la Sizeranne | Bonapartiste        | 6 497        | 37,26        |
|                | De Marcieu             | Légitimiste         | 575          | 3,30         |
|                |                        |                     |              |              |
| Inscrits       | Inscrits               | Inscrits            | 21 775       | 100,00       |
| Votants        | Votants                | Votants             | 17 457       | 80,17        |
| Abstention     | Abstention             | Abstention          | 4 318        | 19,83        |
| Blancs et nuls | Blancs et nuls         | Blancs et nuls      | 18           | 0,10         |
| Exprimés       | Exprimés               | Exprimés            | 17 439       | 99,90        |